# Harry Hornisch
Harry Hornisch (* 12. November 1929 in Berlin; † 1. August 2006 in Wien) war ein österreichischer Schauspieler.

## Leben
Hornisch studierte Schauspiel am Mozarteum Salzburg. In der Spielzeit 1971/72 war er bei dem in Oldenburg ansässigen Tourneetheater „nord-südtheater“ engagiert. 1973 und 1974 wirkte er bei den Salzburger Festspielen als Graf von Pembroke in der Produktion Das Spiel der Mächtigen II mit, einer Bearbeitung von William Shakespeares Drama Heinrich VI. von Regisseur Giorgio Strehler. In der Spielzeit 1973/74 und in der Spielzeit 1974/75 folgten jeweils Bühnenverpflichtungen am „Ateliertheater am Naschmarkt“ in Wien. In der Spielzeit 1975/76 gehörte er zum Ensemble des „Niederösterreichischen Kammerschauspiels“.
In der Spielzeit 1980/81 war er wieder am „Ateliertheater am Naschmarkt“ verpflichtet, wo er auch in der Spielzeit 1991/92 noch einmal engagiert war. 1981 spielte er am „Theater beim Auersperg“ in Wien den Lucky in einer Inszenierung von Samuel Becketts Schauspiel Warten auf Godot.
Harry Hornisch gehörte zur freien österreichischen Theaterszene der 1980er Jahre und war regelmäßig in der „THEATERGRUPPE M“ als Theaterschauspieler tätig. Er trat mit dieser Theaterformation in Wiener Theatern auf, wie dem Ateliertheater, dem k-k Theater, dem Moulin Rouge, bei der Niederösterreich-Tournee, im Studio 35, an der Szene Wien, am Theater im Konzerthaus und am Theater Drachengasse.
1983 wirkte Hornisch in der Rolle des Karl May auch in der Theaterproduktion Winnetou und das Geheimnis des Feuerberges mit, zu der Pierre Brice den Rohentwurf entwickelt hatte. Die Aufführungen fanden vom 30. November bis zum 18. Dezember 1983 zum 25-jährigen Jubiläum der Wiener Stadthallenbetriebe in der Wiener Stadthalle mit fast 180 000 Zuschauern statt.
In der Spielzeit 1986/87 war er am Stadttheater Baden engagiert. In der Spielzeit 1989/90 war er als Gast am Theater in der Josefstadt verpflichtet. 1990 trat er als Stifler in dem Schwank Week-End im Paradies von Franz Arnold auf.
In den 80er Jahren gastierte er mehrfach bei den Melker Festspielen. Als Bühnendarsteller war Hornisch auch in Produktionen der Wiener Löwinger-Bühne zu sehen. Zahlreiche Aufführungen der Löwinger-Bühne wurden vom Österreichischen Rundfunk auch für das Fernsehen aufgezeichnet, unter anderem 1972 das Volksstück ’s Nullerl, in dem er die Rolle von Kralle Hias gab.
Ab den 1960er Jahren war er als Nebendarsteller in zahlreichen Film- und Fernsehproduktionen zu sehen. Als seinen ersten nachgewiesenen Filmauftritt führt die Filmdatenbank IMDb den mit internationalen Kinostars hochkarätig besetzten Heimatfilm Die Flucht der weißen Hengste (1963).
In dem Spielfilm Der Fall Auer/Ranneth – Unschuldig hinter Gittern (1966) war der „Zeuge Polizist“. In der ersten Folge der Fernsehserie Der Kurier der Kaiserin (1970) spielte er den Korporal. In der fünften, zehnten und elften Folge der Fernsehserie Die Abenteuer des braven Soldaten Schwejk (1972) spielte er die Rolle von Zwerschina. In dem TV-Film Der geheimnisvolle Fremde (1982) spielte er die Rolle des Adam Binks.
In der US-amerikanischen Miniserie Holocaust – Die Geschichte der Familie Weiß hatte er außerdem 1978 eine kleine Rolle als Polizeioffizier der Gestapo.
Er war auch in kleineren Rollen in zahlreichen Hörspielen von Arthur Schnitzler tätig. 1974 wirkte er beim ORF als Husar in der Hörspielproduktion Die rote Postkutsche von Gyula Krúdy mit. 1987 wirkte er als Kammerdiener Baptiste in einer ORF-Rundfunkproduktion des Hörspiels Das Fräulein von Scuderi von E. T. A. Hoffmann mit. 1990 übernahm er ebenfalls beim ORF die Rolle des Hypolit Schwamm von Waschhausen in der Hörspielproduktion der Komödie Kampl von Johann Nestroy. 1992 sprach er den Passbeamten in dem Hörspiel Der ewige Spießer von Ödön von Horváth.
Hornisch wurde am Friedhof Mauer (Gruppe 48, Reihe 5, Nummer 9) in Wien bestattet.

## Filmografie

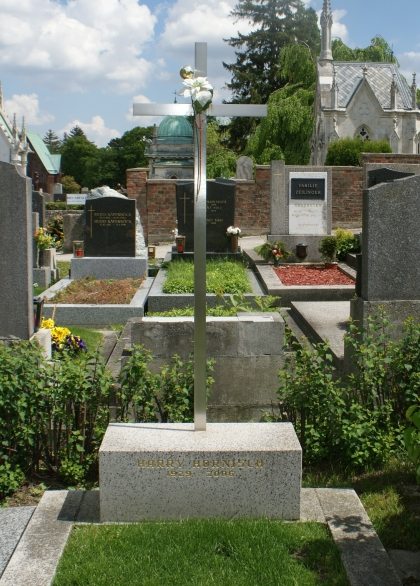
Grabstätte von Harry Hornisch

- 1963: Die Flucht der weißen Hengste
- 1964: Die fünfte Kolonne
- 1966: Der Fall Auer/Ranneth – Unschuldig hinter Gittern
- 1970: Der Kurier der Kaiserin
- 1970: Der Querulant
- 1972: Die Abenteuer des braven Soldaten Schwejk
- 1974: Der Kulterer
- 1975: Fluchtversuch
- 1976: Bomber & Paganini
- 1976: Alpensaga (TV-Serie), Episoden Der Kaiser am Lande und Liebe im Dorf
- 1978: Holocaust – Die Geschichte der Familie Weiss (Holocaust) (TV)
- 1978: Der Mann im Schilf
- 1980: Die weiße Stadt (TV)
- 1981: Der zweite Mann (The Amateur) (TV)
- 1982: Die Erben
- 1982: Der geheimnisvolle Fremde (The Mysterious Stranger) (TV)
- 1987: Tatort, Episode Atahualpa (TV-Serie)
- 1990: Schwarz Rot Gold, Episode Wiener Blut (TV-Serie)

## Hörspiele
- 1980: Das Wort, WDR. Regie: Klaus Gmeiner
- 1981: Der Weg ins Freie, Regie: Klaus Gmeiner
- 1986: Das weite Land, Regie: Klaus Gmeiner
- 1987: Der einsame Weg, Regie: Klaus Gmeiner
- 1989: Der grüne Kakadu, Regie: Klaus Gmeiner